# Głuchów Górny
Głuchów Górny – wieś w Polsce położona w województwie dolnośląskim, w powiecie trzebnickim, w gminie Trzebnica.

## Podział administracyjny
W latach 1975–1998 miejscowość administracyjnie należała do województwa wrocławskiego. Etymologia nazwy nie jest dokładnie znana i uznawane są dwa prawdopodobne źródła: od przymiotnika „głuchy” charakteryzującego położenie wsi w niecce pomiędzy wzgórzami lub od nazwiska dzierżawcy – Głucha

## Historia
Nie jest znana data założenia wsi, jednak w 1283 r. wzmiankuje się, że wieś została przeniesiona z prawa książęcego na prawo niemieckie, tworzące 3-łanowy folwark. W późniejszym okresie z obrębu wsi wyodrębniono Głuchów Mały – obecnie Głuchów Dolny.

## Zabytki
Do wojewódzkiego rejestru zabytków wpisany jest:
- zespół kościoła filialny pw. Podwyższenia Krzyża, zabytkowy kompleks kościelny:
  - kościół ewangelicki, obecnie rzymskokatolicki; pierwsze wzmianki o kościele pod wodzą plebana archiprezbiteriatu trzebnickiego, pochodzą z 1376 r. W latach 40. XVI wieku kościół przeszedł w ręce protestantów, którzy w 1568 r. erygowali przy nim parafię. Budynek kościoła, o konstrukcji szkieletowej, poddawany był licznym rozbudowom i modernizacjom, jednak spłonął w roku 1853. Odbudowany do 1857 r. kościół z dobudowanym domem parafialnym naprzeciwko, po renowacji w 1913 r. przyjął obecną formę. Aktualnie powiązany jest z parafią w Boleścinie[6]
  - kaplica przedpogrzebowa, z 1860 r.;
  - plebania, obecnie szkoła, z drugiej połowy XIX w.;
  - ogrodzenie – murowane z bramą, z drugiej połowy XIX w.

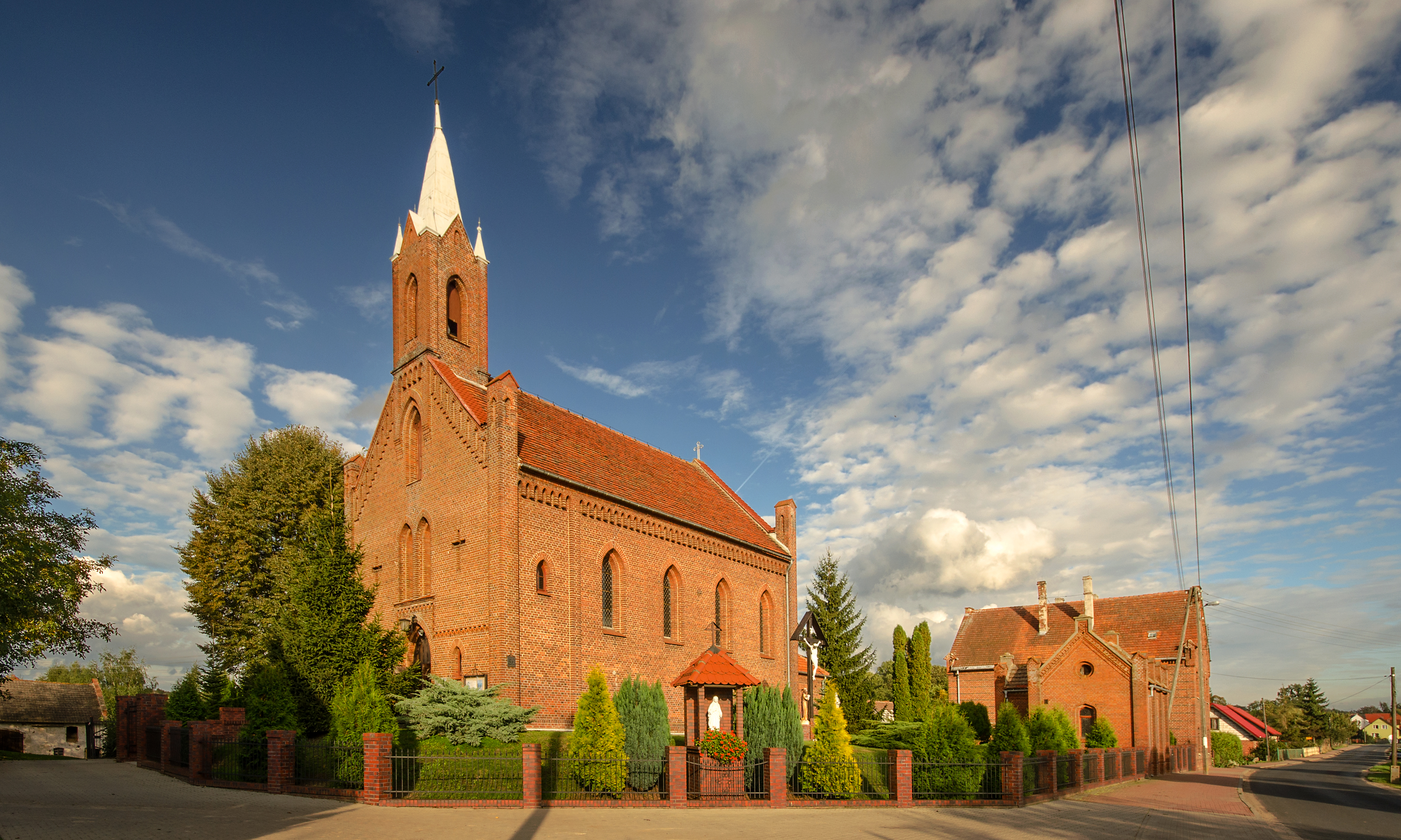
Kościół Podwyższenia Krzyża Świętego
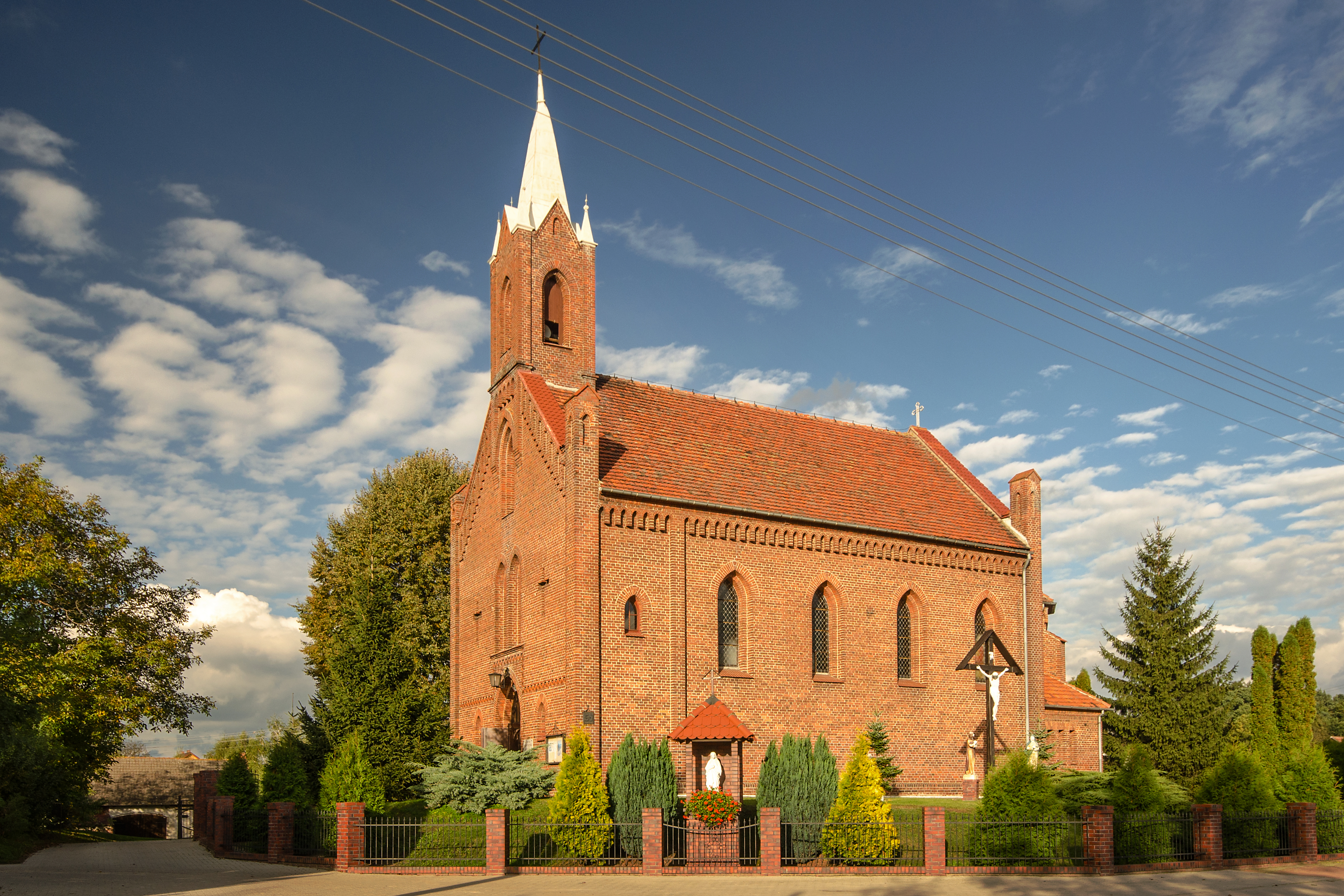
Kościół Podwyższenia Krzyża Świętego